# Cộng hòa Nhân dân Bulgaria
Cộng hòa Nhân dân Bulgaria (tiếng Bulgaria: Народна република България (НРБ) Narodna republika Balgariya (NRB)) là tên chính thức của nước Bulgaria xã hội chủ nghĩa tồn tại từ năm 1946 đến năm 1990, khi mà Đảng Cộng sản Bulgaria quản lý đất nước cùng với đối tác 'độc lập' là Liên minh Ruộng đất Quốc gia Bulgaria. Bulgaria khi đó bị phương Tây nhìn nhận là một quốc gia vệ tinh của Liên Xô, CHND Bulgaria là một thành viên của Comecon và là một quốc gia thuộc khối phía Đông, nhà nước này là đồng minh của Liên Xô trong Chiến tranh Lạnh, là một thành viên của Khối Warszawa. Nước này có nền kinh tế khá phát triển (vào năm 1988, 100% số gia đình có ti vi, 95% có một radio, 96% có tủ lạnh và 40% có ô tô)
Năm 1989, quá trình cải cách bắt đầu sau một vài năm ngầm tự do hóa và sau khi nhà lãnh đạo lâu năm Todor Zhivkov bị loại bỏ quyền lực vào mùa thu năm 1989. Năm 1990, Đảng Cộng sản Bulgaria đổi tên thành Đảng Xã hội Bulgaria và thay thế ý thức hệ Marx-Lenin bằng ý thức hệ xã hội chủ nghĩa trung-tả. Sau cuộc bầu cử đa đảng đầu tiên kể từ năm 1991, tên nước được đổi thành Cộng hòa Bulgaria.

## Lịch sử

### Những năm đầu và thời đại Chervenkov

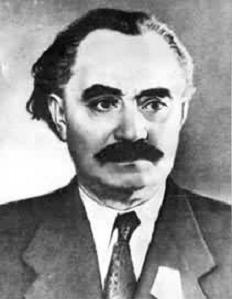
Georgi Dimitrov.

Vương quốc Bulgaria chuyển đổi lập trường và tuyên chiến với Đức Quốc xã vào ngày 7 tháng 9 năm 1944, một cuộc đảo chính do Hồng quân Liên Xô ủng hộ diễn ra vào ngày 9 tháng 9, lập nên một chính phủ mới do Mặt trận Tổ quốc lãnh đạo, thế chế này do Đảng Cộng sản Bulgaria chi phối.
Hai năm sau đó, phe đối lập chống Cộng bị trấn áp mạnh tay, điều này càng gia tăng khi Hoa Kỳ và Anh Quốc nhìn chung không quan tâm đến phe đối lập tại Bulgaria. Tiến độ trấn áp càng được đẩy mạnh hơn nữa vào tháng 11 năm 1945, khi nhà lãnh đạo Đảng Cộng sản là Georgi Dimitrov trở về Bulgaria sau 22 năm sống lưu vong. Ông đưa ra một bài phát biểu hùng hổ, thể hiện rằng không có ý định cùng làm việc với phe đối lập. Bầu cử diễn ra vài tuần sau đó, với kết quả là Mặt trận Tổ quốc chiến thắng với đa số áp đảo.
Đến tháng 9 năm 1946, một cuộc trưng cầu dân ý được tiến hành về vấn đề nên duy trì chế độ quân chủ hay đưa Bulgaria thành một nước cộng hòa, kết quả là 95,6% số phiếu ủng hộ thành lập nền cộng hòa. Gần như ngay lập tức sau đó, Bulgaria được tuyên bố là một cộng hòa nhân dân. Sa hoàng Simeon II nhỏ tuổi cùng mẫu hậu và hoàng tử được yêu cầu rời khỏi đất nước. Vasil Kolarov, nhân vật số ba trong đảng Cộng sản, trở thành quyền nguyên thủ quốc gia. Sự kiện này khởi đầu cho giai đoạn Đảng Cộng sản công khai nắm quyền tại Bulgaria.
Trong những năm sau, những người Cộng sản củng cố quyền lực, họ chiếm đa số trong cuộc bầu cử quốc hội lập hiến vào tháng 10 năm 1946. Một tháng sau, Dimitrov trở thành thủ tướng. Với sự hỗ trợ của các nhà luật học Liên Xô, Quốc hội lập hiến thông qua "Hiến pháp Dimitrov" vào tháng 12 năm 1947 — một bản sao chép lại của Hiến pháp Liên Xô 1936. Năm 1948, các đảng đối lập còn lại bị giải tán; những người Xã hội dân chủ bị buộc phải hợp nhất với Đảng Cộng sản, trong khi Liên minh Ruộng đất chuyển đổi thành một đối tác trung thành của những người cộng sản.
Trong những năm 1948-49, các tổ chức tôn giáo của Chính Thống giáo Đông phương, Hồi giáo, Tin Lành và Công giáo La Mã bị kiềm chế hoặc cấm đoán. Giáo hội Chính thống giáo Bulgaria vẫn tiếp tục hoạt động song nằm dưới sự hạn chế và sau đó bị các hoạt động của Đảng Cộng sản thâm nhập.
Dimitrov qua đời năm 1949, trong một thời gian sau, Bulgaria thi hành chế độ lãnh đạo tập thể khi Vulko Chervenkov trở thành lãnh đạo của Đảng Cộng sản và Vasil Kolarov trở thành thủ tướng. Việc này kết thúc một năm sau đó, khi Kolarov qua đời và Chervenkov một lần nữa kết hợp chức vụ lãnh đạo đảng và thủ tướng. Chervenkov khởi đầu một quá trình công nghiệp hóa nhanh chóng và mạnh mẽ. Nông nghiệp được tập thể hóa và các vụ phản kháng của nông dân bị quân đội trấn áp. Các trại lao động được lập ra, chúng là nơi ở của khoảng 100 nghìn người trong đỉnh cao của cuộc tập thể hóa này. Trong thời kỳ này, hàng nghìn người bất đồng quan điểm đã bị tống giam và nhiều người qua đời trong các trại lao động.
Tuy nhiên, nền tảng ủng hộ dành cho Chervenkov là nhỏ, thậm chí ngay cả trong nội bộ đảng, ông ta không thể tiếp tục nắm giữ quyền lực khi người bảo trợ là Stalin không còn. Tháng 3 năm 1954, một năm sau khi Stalin qua đời, Chervenkov từ chức Tổng Bí thư Đảng Cộng sản Bulgaria với sự chấp thuận từ ban lãnh đạo mới ở Moskva, thay thế ông là Todor Zhivkov. Chervenkov vẫn tiếp tục giữ chức thủ tướng cho đến tháng 4 năm 1956, khi đó ông được thay thế bởi Anton Yugov.

### Thời đại Zhivkov

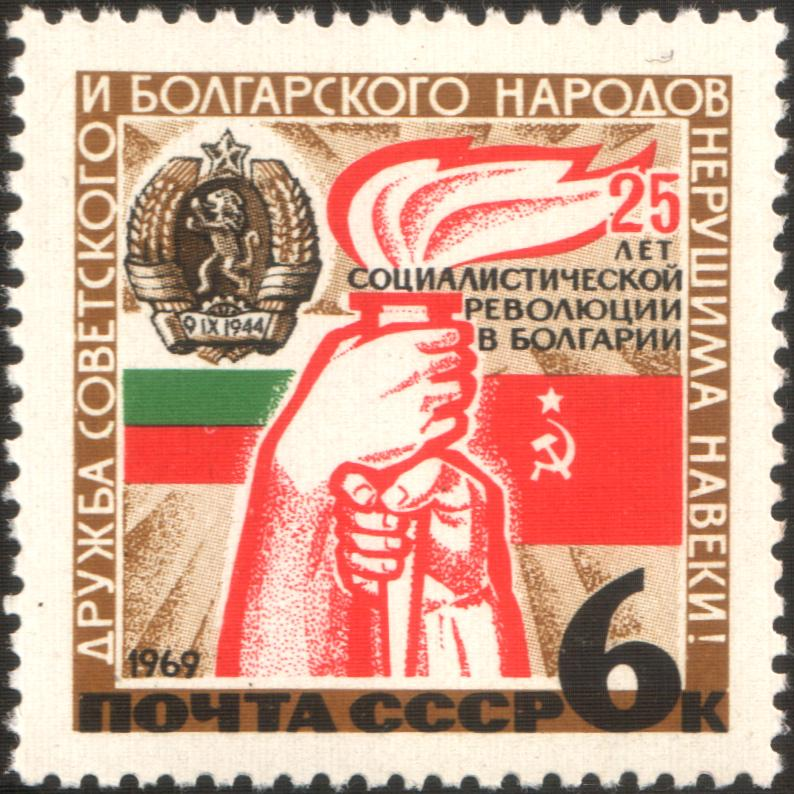
"Tình hữu nghị giữa nhân dân Liên Xô và Bulgaria — vĩnh viễn và bất diệt", một con tem Liên Xô phát hành vào năm 1969 nhằm kỷ niệm 25 năm cuộc Khởi nghĩa Xã hội chủ nghĩa tại Bulgaria.

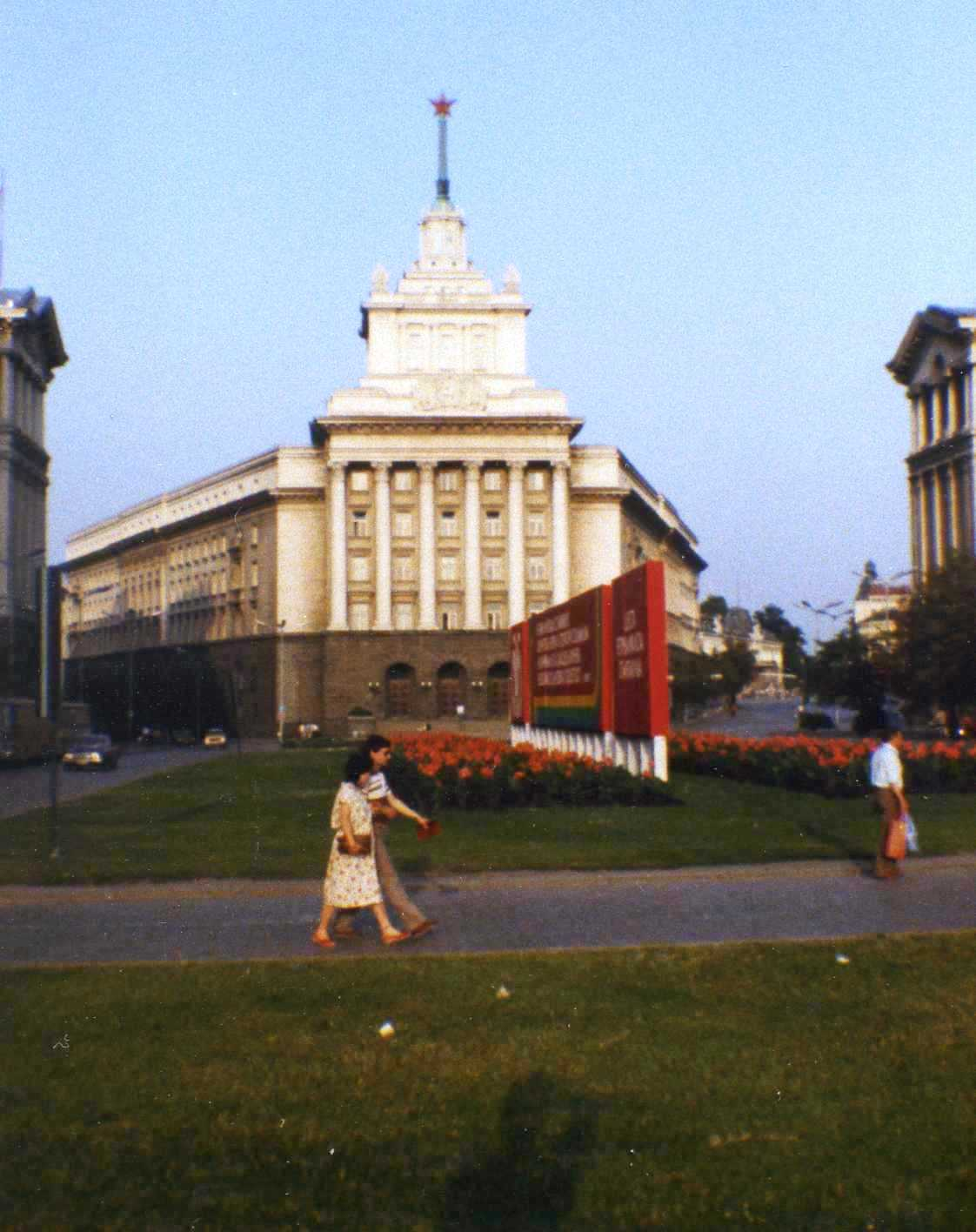
Trụ sở của Đảng Cộng sản Bulgaria vào năm 1984.

Zhivkov lãnh đạo Bulgaria trong 33 năm sau đó, ông hoàn toàn trung thành với Liên Xô song theo đuổi một chính sách ôn hòa và trung lập hơn tại nước nhà. Bulgaria khôi phục quan hệ với Nam Tư và Hy Lạp, chính thức lên án việc xét xử và hành quyết Traycho Kostov và những người "Titoist" khác (trừ Nikola Petkov và các phạm nhân phi cộng sản khác bị xét xử vào năm 1947). Tự do ngôn luận được khôi phục trên một mức độ hạn chế, chính sách cấm đoán Giáo hội và hạn chế Hồi giáo cũng kết thúc.
Các biến động tại Ba Lan và Hungary năm 1956 không lan tới Bulgaria, song Đảng Cộng sản thắt chặt các giới hạn và hạn chế về tự do tư tưởng và văn hóa để ngăn ngừa bất kỳ sự nổi dậy nào. Trong thập niên 1960, một số cải cách kinh tế được tiến hành, cho phép mua bán tự do số hàng sản xuất vượt trên hạn định mức. Quốc gia trở thành điểm đến du lịch có tiếng đối với người dân khối phía Đông. Bulgaria cũng có một nền tảng sản xuất lớn các mặt hàng như thuốc lá hay sôcôla, điều mà các quốc gia xã hội chủ nghĩa khác khó đạt được.
Yugov nghỉ hưu vào năm 1962, và Zhivkov sau đó trở thành Thủ tướng cũng như Bí thư Đảng. Ông vẫn nắm giữ quyền lực khi quyền lãnh đạo Liên Xô chuyển từ Khrushchev sang Brezhnev vào năm 1964, và đến năm 1968 lại tiếp tục chứng minh lòng trung thành của mình với Liên Xô bằng việc chính thức là một phần của Khối Hiệp ước Warsaw tấn công Tiệp Khắc năm 1968; ông phái một lượng quân hạn chế sang Tiệp Khắc song lực lượng này không thực sự tham gia vào việc dập tắt Mùa xuân Praha. Vào thời điểm đó, Bulgaria thường được xem là đồng minh Đông Âu trung thành nhất của Liên Xô.
Năm 1971, Cộng hòa Nhân dân Bulgaria thông qua bản hiến pháp mới, Zhivkov trở thành nguyên thủ quốc gia (Chủ tịch Hội đồng quốc gia) và để Stanko Todorov làm thủ tướng.

### Sự suy yếu và sụp đổ
Mặc dù Zhivkov chưa từng theo khuôn mẫu Stalinist, song đến năm 1981, khi ông qua tuổi 70, chế độ của ông đôi khi độc đoán song cũng có sự mở rộng tự do và phát triển xã hội và văn hóa, quá trình này do con gái của ông là Lyudmila Zhivkova lãnh đạo, bà có quan điểm thân phương Tây.
Trước khi sụp đổ, tại Cộng hòa Nhân dân Bulgaria diễn ra một sự kiện đáng chú ý là chiến dịch đồng hóa chống lại người thiểu số Thổ Nhĩ Kỳ, họ bị cấm nói tiếng Thổ Nhĩ Kỳ và buộc phải dùng tên tiếng Bulgaria vào mùa đông năm 1984. Vấn đề khiến quan hệ kinh tế giữa Bulgaria và phương Tây trở nên căng thẳng. Việc trục xuất 300.000 người Thổ Nhĩ Kỳ khiến sản lượng nông nghiệp sụt giảm đáng kể ở các khu vực phía nam do thiếu lực lượng lao động.
Tác động từ chương tình cải cách của Mikhail Gorbachev tại Liên Xô tác động đến Bulgaria vào cuối thập niên 1980, những người Cộng sản, giống như lãnh đạo của họ, trở nên nhu nhược trước những đòi hỏi phải thay đổi. Từ một cuộc biểu tình về môi trường tại thủ đô Sofia vào tháng 10 năm 1989, phong trào phản đối khuếch trương thành một tổng chiến dịch về cải cách chính trị. Các thành phần ôn hòa hơn trong hàng ngũ lãnh đạo của Đảng Cọng sản Bulgaria phản ứng mau lẹ bằng việc yêu cầu Zhivkov từ chức và đưa Ngoại trưởng Petar Mladenov lên thay thế vào ngày 10 tháng 11 năm 1989.
Tuy nhiên, động thái này chỉ có tác động tạm thời. Mladenov hứa hẹn mở cửa chính trị, thậm chí còn đi xa hơn khi nói là ông ủng hộ bầu cử tự do. Tuy nhiên, các cuộc biểu tình trên khắp đất nước lại đưa tình hình trở về trạng thái lúc trước. Ngày 11 tháng 12, Mladenov lên sóng truyền hình quốc gia để tuyên bố rằng Đảng Cộng sản từ bỏ quyền lực. Ngày 15 tháng 1 năm 1990, Quốc hội chính thức bãi bỏ "vai trò lãnh đạo" của Đảng Cộng sản Bulgaria. Vào tháng 6 năm 1990, cuộc bầu cử đa đảng đầu tiên kể từ năm 1939 được tổ chức tại Bulgaria, mở ra con đường đa đảng cho Bulgaria. Đến giữa tháng 11 năm 1990, Quốc hội bỏ phiếu đổi tên nước thành Cộng hòa Bulgaria và loại bỏ biểu tượng của nhà nước cộng sản chủ nghĩa ra khỏi quốc kỳ.

## Chính trị

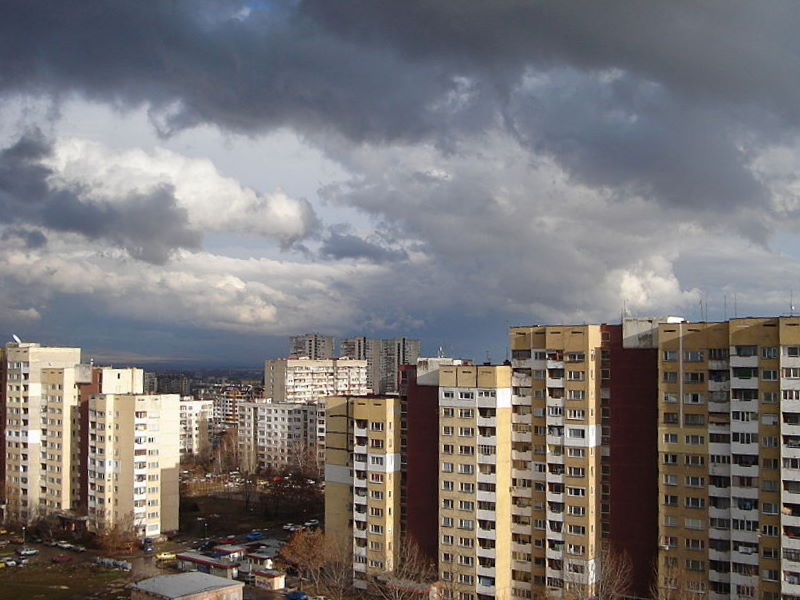
Các khối nhà xây dựng trong thời kỳ Cộng hòa Nhân dân Bulgaria ở Mladost, Sofia.

Trong thập niên 1970, Cộng hòa Nhân dân Bulgaria có Hệ số Gini là 18, nằm trong số các quốc gia có bất bình đẳng thu nhập thấp nhất thế giới.

Cộng hòa Nhân dân Bulgaria là một nhà nước nhất thể xã hội chủ nghĩa đơn đảng. Đảng Cộng sản Bulgaria tạo ra một tầng lớp nomenklatura rộng rãi ở mỗi cấp độ tổ chức. Hiến pháp thay đổi vài lần, trong đó Hiến pháp Zhivkov tồn tại lâu nhất. Theo điều 1, "Cộng hòa Nhân dân Bulgaria là một nhà nước xã hội chủ nghĩa, đứng đầu là nhân dân lao động ở các làng quê và đô thị. Lực lượng lãnh đạo xã hội và chính trị là Đảng Cộng sản Bulgaria."
Cộng hòa Nhân dân Bulgaria hoạt động như một cộng hòa nhân dân độc đảng, với các Uỷ ban nhân dân đại diện cho quyền tự trị địa phương. Vai trò của chúng là thực hiện các quyết định của đảng trong khu vực quản lý, và trong lúc ấy dựa vào quan điểm của dân khi đưa ra quyết định. Đến cuối thập niên 1980, Đảng Cộng sản Bulgaria có 2.000.000 đảng viên, tức trên 20% dân số.

## Quân sự
Sau khi Bulgaria tuyên bố là một cộng hòa nhân dân vào năm 1946, quân đội Bulgaria nhanh chóng tiếp nhận học thuyết và tổ chức quân sự kiểu Liên Xô. Quốc gia này nhận được một lượng lớn vũ khí của Liên Xô, và cuối cùng có khả năng sản xuất thiết bị quân sự nội địa. Đến năm 1988, Quân đội Nhân dân Bulgaria có quân số là 152.000 người, với 4 binh chủng: Lục quân, Hải quân, Không quân và Phòng không, Pháo binh, tên lửa.
Quân đội Nhân dân Bulgaria có một lượng thiết bị quân sự ấn tượng nếu so sánh với quốc tế - 3.000 xe tăng, 2.000 xe bọc thép, 2.500 hệ thống pháo cỡ lớn, trên 500 chiến đấu cơ, 33 chiến thuyền, cũng như 67 bệ phóng tên lửa Scud, 24 bệ phóng SS-23 và hàng chục bệ phóng pháo phản lực FROG-7.

## Kinh tế
Cộng hòa Nhân dân Bulgaria có một nền kinh tế kế hoạch tập trung, tương tự như các quốc gia khác trong COMECON. Giữa thập niên 1940, khi công cuộc tập thể hóa bắt đầu, Bulgaria là một nền kinh tế mà nông nghiệp chiếm vai trò chủ đạo, với khoảng 80% cư dân ở khu vực nông thôn. Cơ sở sản xuất đều bị quốc hữu hóa cho đến khi Vulko Chervenkov tuyên bố rằng hoạt động kinh tế tư nhân đã bị loại bỏ hoàn toàn.
Khác với một số quốc gia khác, sản xuất nông nghiệp của Bulgaria tăng trưởng nhanh chóng sau khi tập thế hóa. Cơ giới hóa trên quy mô lớn khiến năng suất lao động tăng lên rất nhiều. Chính phủ chi ra một lượng trợ cấp lớn mỗi năm để bù đắp các khoản lỗ từ việc giá cả hàng hóa thấp giả tạo.
Chính sách Stalinist của Chervenkov khiến quá trình công nghiệp hóa diễn ra ồ ạt và ngành năng lượng phát triển, ngành năng lượng cho đến nay vẫn là một trong các ngành kinh tế tiên tiến nhất của Bulgaria. Thời kỳ lãnh đạo của ông kéo dài từ năm 1950 đến 1956, khi đó diễn ra việc xây dựng hàng chục các đập và nhà máy thủy điện, nhà máy hóa chất, mỏ vàng và đồng Elatsite, và nhiều công trình khác. Hệ thống phiếu mua hàng thời chiến bị bãi bỏ, y tế và giáo dục được miễn phí cho người dân. Những điều này đạt được cùng với sự kiểm soát chặt chẽ của chính phủ và sự tổ chức, cùng các trại lao động và Phong trào Thiếu niên Lao động Bulgaria - một phong trào lao động thanh niên thu hút những người trẻ tuổi tình nguyện làm việc trên các công trình xây dựng.

Vitosha, máy tính đầu tiên do Bulgaria sản xuất. Cộng hòa Nhân dân Bulgaria là một nước sản xuất thiết bị điện tử và máy tính lớn, do vậy có biệt danh là "Thung lũng Silicon của khối phía Đông".

Trong thập niên 1960, Todor Zhivkov tiến hành một số cải cách, chúng có tác động tích cực đến nền kinh tế quốc gia. Ông duy trì nền kinh tế kế hoạch, song cũng nâng cao vị thế của công nghiệp nhẹ, nông nghiệp, du lịch, cũng như công nghệ thông tin trong thập niên 1970 và 1980. Nông sản dư thừa có thể mua bán tự do, giá cả của chúng thậm chí còn thấp hơn, và các thiết bị mới cho ngành công nghiệp nhẹ được nhập khẩu. Bulgaria cũng trở thành quốc gia cộng sản Đông Âu đầu tiên mua một giấy phép từ Coca-Cola vào năm 1965, sản phẩm và nhãn hiệu thương hiệu được ghi bằng chữ Kirin.
Mặc dù ổn định, song kinh tế Cộng hòa Nhân dân Bulgaria cũng có chung hạn chế như các quốc gia khác ở Đông Âu - hầu hết hoạt động thương mại là với Liên Xô (trên 60%) và các nhà hoạch định không xem xét đến thị trường của một số hàng hóa sản xuất ra. Điều này dẫn đến hiện tượng dư thừa một số sản phẩm, trong khi các mặt hàng khác lại thiếu hụt.
Ngoài Liên Xô, các đối tác thương mại lớn khác của Cộng hòa Dân chủ Bulgaria là Đông Đức và Tiệp Khắc, song các nước không ở châu Âu như Mông Cổ và một số quốc gia châu Phi cũng là những bên nhập khẩu hàng hóa Bulgaria trên quy mô lớn. Quốc gia cũng có mối quan hệ thương mại hữu hảo với nhiều quốc gia tư bản chủ nghĩa, trong đó đáng chú ý nhất là Tây Đức và Ý. Để chống lại chất lượng thấp của nhiều mặt hàng, một hệ thống Tiêu chuẩn Nhà nước toàn diện được đưa ra vào năm 1970, trong đó có điều kiện nghiêm ngặt về chất lượng đối với tất cả các loại sản phẩm, máy móc và kiến trúc.
Từ năm 1965, nhiều công ty Tây Âu đã chọn Cộng hòa Nhân dân Bulgaria để xây dựng nhà máy của họ nhằm bán xe cho các nước thuộc khối phía Đông, như Renault và Citroen từ Pháp, Fiat và Alfa Romeo từ Ý từng thuyết phục Bulgaria cho làm một đối tác, song Cộng hòa Nhân dân Bulgaria chỉ giao dịch với Renault và Fiat.
Theo số liệu chính thức, vào năm 1988, 100% số họ có ti vi, 95% số hộ có một radio, 96% số hộ có tủ lạnh, và 40% có ô tô.

### Bảng so sánh GDP bình quân đầu người (danh nghĩa) từ 1950 đến 1990 giữa các quốc gia Tư bản chủ nghĩa và Xã hội chủ nghĩa
| GDP trên người (1990 $[20]) | 1950   | 1973    | 1989[21] | 1990                           |
| --------------------------- | ------ | ------- | -------- | ------------------------------ |
| Hoa Kỳ                      | $9.561 | $16.689 | /        | $23.214                        |
| Phần Lan                    | $4,253 | $11,085 | $16.676  | $16.868                        |
| Áo                          | $3.706 | $11.235 | $16.305  | $16.881                        |
| Ý                           | $3.502 | $10.643 | $15.650  | $16.320                        |
| Tiệp Khắc                   | $3.501 | $7,041  | $8.729   | $8.895 (Séc) $7.762 (Slovakia) |
| Liên Xô                     | $2.834 | $6.058  | $7.055   | $6.871                         |
| Hungary                     | $2.480 | $5.596  | $6.787   | $6.471                         |
| Ba Lan                      | $2.447 | $5.334  | /        | $5.115                         |
| Tây Ban Nha                 | $2.397 | $8.739  | $11.752  | $12.210                        |
| Bồ Đào Nha                  | $2.069 | $7.343  | $10.355  | $10.852                        |
| Hy Lạp                      | $1.915 | $7.655  | $10.262  | $9.904                         |
| Bulgaria                    | $1.651 | $5.284  | $6.217   | $5.552                         |
| Nam Tư                      | $1.585 | $4.350  | $5.917   | $5.695                         |
| Romania                     | $1.182 | $3.477  | $3.890   | $3.525                         |
| Albania                     | $1.101 | $2.252  | /        | $2.482                         |
- Ghi chú: các số liệu trên tính theo GDP danh nghĩa. Nếu tính theo sức mua tương đương thì các nước Đông Âu (màu xanh lá cây) sẽ có thu nhập cao thêm khoảng 1,5 đến 4,5 lần do hàng hóa ở các nước này rẻ hơn.